# Thomas William Stubbs
Thomas William Stubbs (Basingstoke,  7 de junho de 1776 — Lisboa, 27 de março de 1844), geralmente referido por Sir Thomas Stubbs, 1.º visconde de Vila Nova de Gaia, foi um general britânico que ao serviço das forças liberais teve um papel relevante na Guerra Civil Portuguesa (1828-1834). Enviado para Portugal durante a Guerra Peninsular, permaneceu no país após o seu termo.

## Biografia
Foi o primeiro de três filhos de Thomas Stubbs (1740-1782), capitão do 52nd (Oxforshire) Regiment of Foot, e de Mary Moth (1748-1817), filha de John Moth, esquire, e Alexandrina Moth. O tenente-general Tomás Guilherme Stubbs, 1.º barão de Vila Nova de Gaia e 1.º visconde de Vila Nova de Gaia, cidadão português, faleceu aos 67 anos, em 27 de abril de 1844, na sua casa em Lisboa, após quase quarenta e quatro anos ao serviço do Reino de Portugal.
Tenente-general, comandante do depósito de Plymouth.
Tendo-se estabelecido em Portugal após o termo da Guerra Peninsular, foi governador de armas do Porto desde 1820.  Demitido em 1827, depois das archotadas. Ligado aos saldanhistas.